# Rechtsanwaltskammer Freiburg

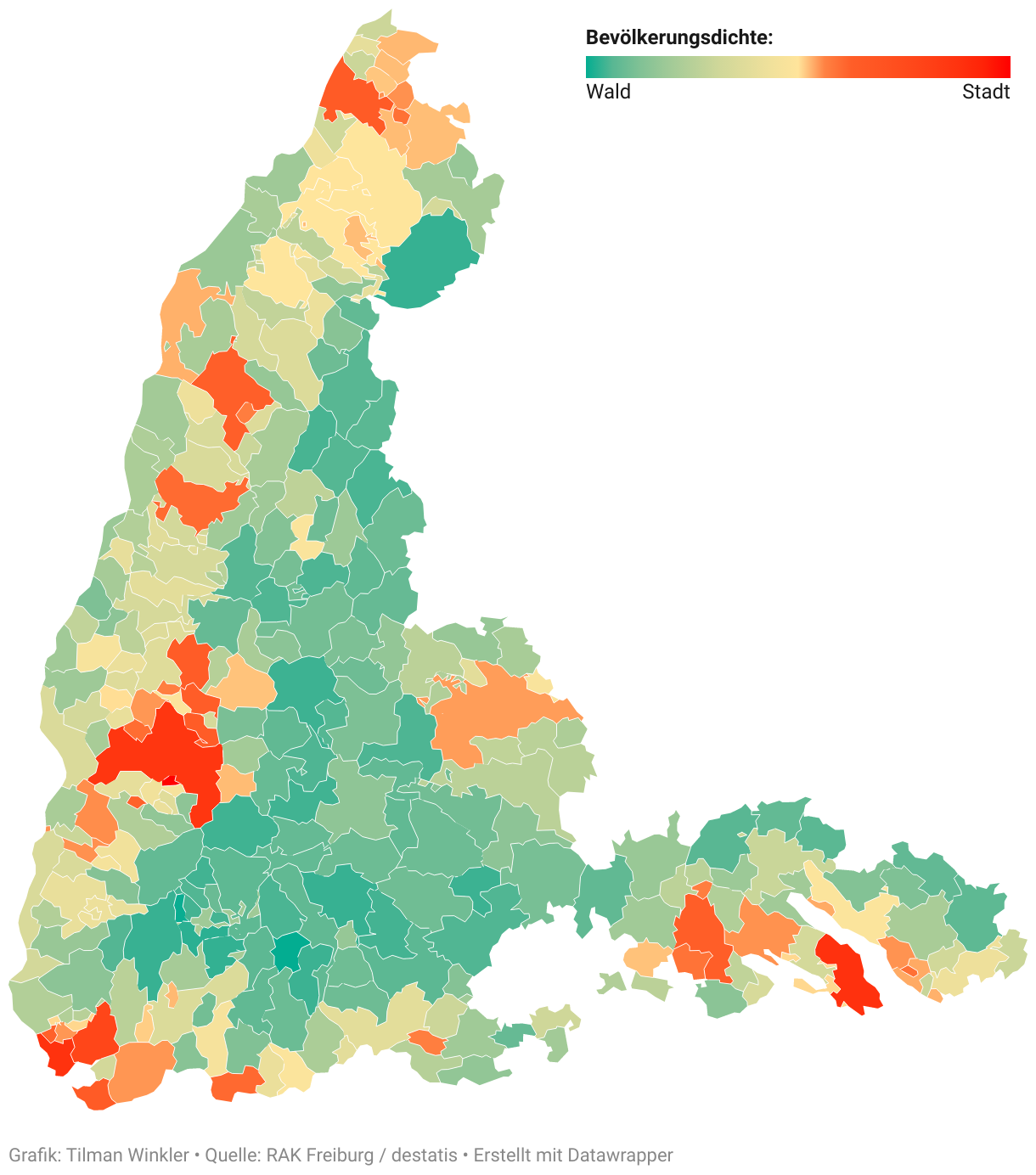
Karte des Bezirks der Rechtsanwaltskammer Freiburg, gefärbt nach Siedlungsdichte der Gemeinden

Die Rechtsanwaltskammer Freiburg ist eine gesetzlich eingerichtete berufsständische Selbstverwaltungsorganisation der regionalen Anwaltschaft mit Sitz in Freiburg im Breisgau. Sie ist Körperschaft des öffentlichen Rechts.
Ihre gesetzlichen Aufgaben ergeben sich aus den Regelungen der Bundesrechtsanwaltsordnung und sind unter anderem die Zulassung der und die Aufsicht über die Mitglieder. Die Kammer hat 3436 Mitglieder, von denen 1195 berechtigt sind, mindestens eine Fachanwaltschaft zu führen (Stand:  1. Januar 2022). Die Rechtsanwaltskammer Freiburg ist gemäß § 175 BRAO mit den anderen Regionalkammern im Bundesgebiet zur Bundesrechtsanwaltskammer zusammengeschlossen, rechtlich davon aber völlig selbstständig.
Die Rechtsanwaltskammer Freiburg liegt nach der Anzahl ihrer Mitglieder exakt in der Mitte der 27 regionalen Rechtsanwaltskammern (ohne die Rechtsanwaltskammer bei dem Bundesgerichtshof) 13 Kammern haben mehr, 13 regionale Kammern haben weniger Mitglieder.

## Geschichte
Die Rechtsanwaltskammer Freiburg wurde am 25. Februar 1946 gegründet. Seit ihrer Gründung hatte die Kammer 5 Präsidentinnen und Präsidenten. Amtierender Präsident ist seit Juni 2018 Rechtsanwalt Markus Klimsch, Freiburg.
Bisherige Präsidenten:
- 1946–1970: Rechtsanwalt Otto Riess
- 1970–1980: Rechtsanwältin Karola Fettweis
- 1980–2000: Rechtsanwalt Paul Selbherr
- 2000–2018: Rechtsanwalt Michael Krenzler

## Kammerbezirk
Der Kammerbezirk deckt sich mit dem Bezirk des früheren Oberlandesgerichts Freiburg, heute dem Bezirk der Außensenate des Oberlandesgerichts Karlsruhe in Freiburg und umfasst die folgenden Landgerichtsbezirke:
- Landgericht Baden-Baden
- Landgericht Freiburg
- Landgericht Konstanz
- Landgericht Offenburg
- Landgericht Waldshut-Tiengen

Auf der Internetseite der Rechtsanwaltskammer Freiburg wird dieser Bezirk kartografisch dargestellt.

## Organisation
Der Vorstand der Rechtsanwaltskammer Freiburg besteht aus 15 ehrenamtlichen Vorstandsmitgliedern, die durch die Kammermitglieder in elektronischer Wahl gemäß § 64 BRAO gewählt werden. Die Wahlordnung der Rechtsanwaltskammer Freiburg sorgt für eine Repräsentation aller fünf Landgerichtsbezirke im Vorstand. Die Mitglieder des Vorstandes werden nach § 68 BRAO alle zwei Jahre jeweils zur Hälfte für eine je 4-jährige Amtszeit gewählt, eine Kontinuität der Amtsgeschäfte wird so gewährleistet. Der Vorstand wählt nach § 78 BRAO aus seiner Mitte ein Präsidium bestehend aus einem Präsidenten, Vizepräsidenten, Schriftführer und Schatzmeister.

## Aufgaben
Die den Rechtsanwaltskammern zugewiesenen Aufgaben erledigt deren Vorstand, § 73 Abs. 1 BRAO. Dem Vorstand obliegt nach § 73 Abs. 2 BRAO insbesondere
- die Beratung und Belehrung der Mitglieder in Fragen des Berufsrechts
- die Vermittlung bei Streitigkeiten unter Mitgliedern
- die Vermittlung zwischen Mitgliedern und deren Auftraggebern auf Antrag
- die Berufsaufsicht über die Mitglieder
- die Gutachtenerstellung für Gerichte und Behörden
- die Mitwirkung in Ausbildung und Prüfung der Studierenden und Referendare

## Zuständigkeit
Die Rechtsanwaltskammer Freiburg ist zuständig für alle in ihrem Bezirk niedergelassenen Rechtsanwälte, Syndikusrechtsanwälte und zugelassene Berufsausübungsgesellschaften mit Sitz im Kammerbezirk.

## Behördenleitung
Geleitet und nach außen vertreten wird die Rechtsanwaltskammer Freiburg gemäß § 80 Abs. 1 BRAO durch ihren Präsidenten. Dieser führt die Beschlüsse des 15-köpfigen Vorstandes und der Kammerversammlung aus.